# Побива Ганна Оникіївна
Ганна Оникіївна Побива (1 жовтня 1927, село Василівка, тепер Долинського району Кіровоградської області — ?) — українська радянська діячка, новатор виробництва, бригадир Херсонського консервного заводу імені Сталіна Херсонської області. Депутат Верховної Ради УРСР 5-го скликання.

## Біографія
Народилася у селянській родині. У 1932 році її родина переїхала до міста Херсона на будівництво консервного заводу імені Сталіна. З 1935 по 1941 рік навчалася у Херсонській семирічній школі. У 1946 році закінчила семирічну школу. У 1946—1949 роках — учениця Херсонського морського рибопромислового технікуму.
У 1949—1954 роках — помічник майстра, майстер Анапського рибного заводу Краснодарського краю РРФСР.
З 1954 року — бригадир (майстер) овочевого цеху Херсонського консервного заводу (до 1961 року — імені Сталіна) Херсонської області. Очолювана нею бригада добові завдання із випуску консервів виконувала на 180-200%, при цьому 70% консервів випускалися тільки вищими сортами. Бригаді було присвоєно почесне звання бригади відмінної якості.
Потім — на пенсії у місті Донецьку.

## Нагороди
- медаль «За трудову доблесть» (7.03.1960)
- медалі